# Francis Galton
Sir Francis Galton (16. února 1822 Sparkbrook poblíž Birminghamu – 17. ledna 1911 Haslemere) byl anglický vědec, činný v mnoha oborech: psychologii a antropologii, statistice, geografii, meteorologii a dalších. V matematice rozpracoval metody statistického zpracování výsledků pozorování, především metodu vypočítání korelací mezi proměnnými (zavedl koeficient korelace), je také autorem tzv. Galtonovy desky jakožto demonstrátoru centrální limitní věty. Galton je zakladatelem eugeniky. Je po něm pojmenována i vysokofrekvenční píšťala, užívaná pro výcvik psů, tzv. Galtonova píšťala. Galton byl bratrancem Charlese Darwina. V roce 1871 zavedl termín anticyklóna.